# Халифаксов рејтинг
Халифаксов рејтинг (енгл. Halifax rating), је била процена шпанског долара у рачуноводственом систему канадске фунте (£sd). Халифаксов рејтинг је оставио шпански долар на вредност од 5 шилинга (60 пенија) и основан је око 1750. у Халифаксу, Нова Шкотска. Процена је постављена за 6 пенија више од вредности стварног садржаја сребра у новчићима, у настојању да се кованице задрже у оптицају, јер није било предности топљења кованица због њиховог садржаја у полугама.
„Халифаксов рејтинг” се званично користио у Горњој и Доњој Канади све до 1841. године када је усвојен златни стандард за канадски долар, међутим, лојалисти Уједињеног царства донели су рејтинг Јорка у Горњу Канаду, где је опстао све до 19. века упркос томе што је стављен ван закона (у корист рејтинга Халифакса) 1796. године.